# Yoshimitsu Ashikaga
Yoshimitsu Ashikaga (jap. 足利義満 Ashikaga Yoshimitsu; ur. 25 września 1358, zm. 31 maja 1408) – trzeci siogun Ashikaga, który rządził od 1368 do 1394, w okresie Muromachi.

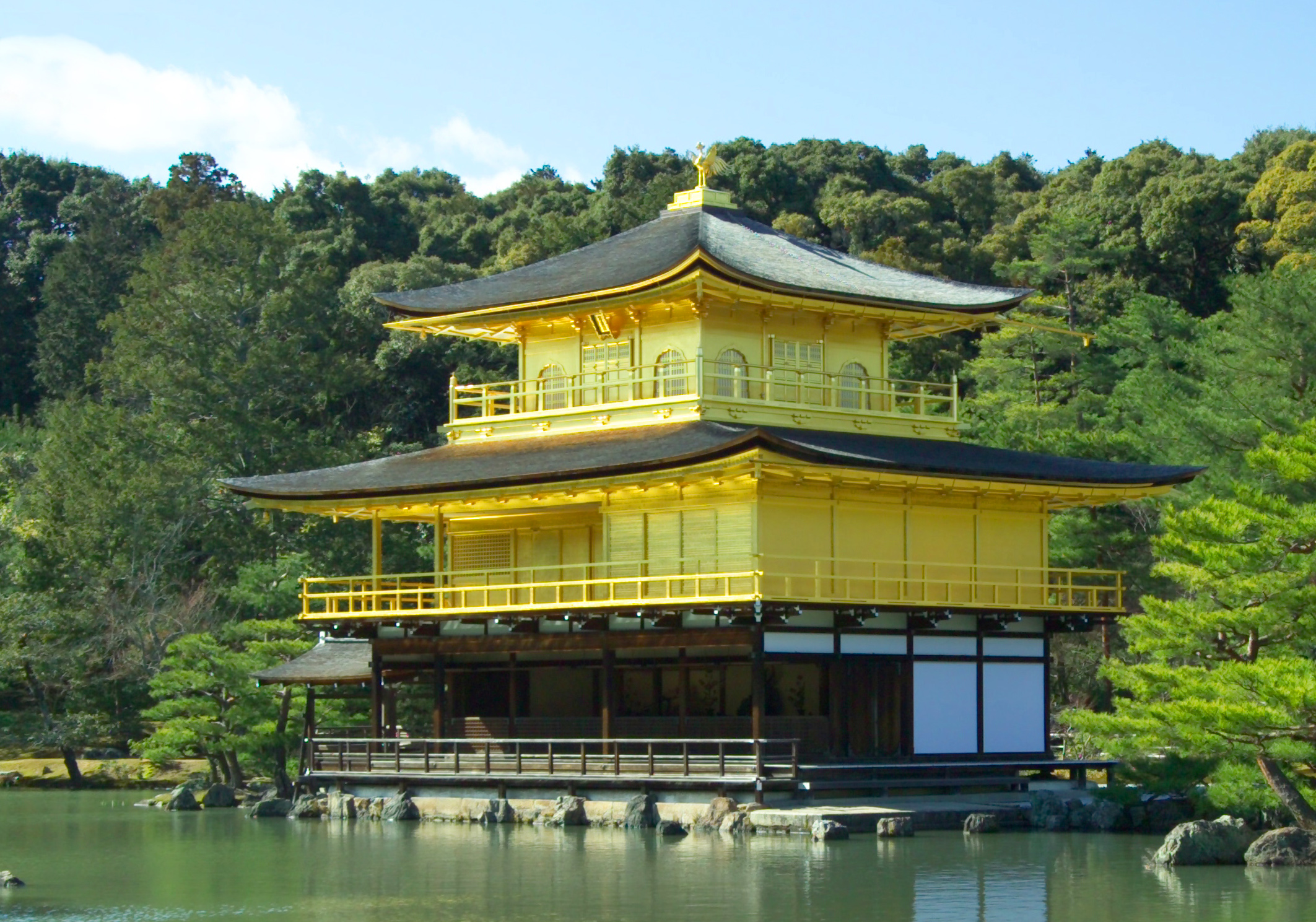
Kinkaku, Złoty Pawilon w Kinkaku-ji, pierwotnie willa Yoshimitsu Ashikagi

Yoshimitsu był synem Yoshiakiri Ashikagi, poprzedniego shōguna. W rok po śmierci ojca, Yoshimitsu, został siogunem w wieku 11 lat.

## Ważniejsze wydarzenia
- 1368 -- Yoshimitsu zostaje siogunem. Cesarz Chōkei wstępuje na tron południowego dworu[3]
- 1369 -- Masanori Kusunoki przechodzi na stronę Ashikaga[3]
- 1370 -- Sadayo Imagawa wysłany do opanowania Kiusiu[3]
- 1371 -- Próby nawiązania rozejmu[3].
- 1373-1406 -- Nawiązanie kontaktów politycznych między Japonią i Chinami[3]
- 1374 -- Cesarz Go-En’yū wstępuje na tron północnego dworu[3].
- 1378 -- Yoshimitsu buduje Hana-no-Gosho[3]
- 1379 -- Yoshimasa Shiba zostaje kanrei[3]
- 1380 -- Masanori Kusunoki powraca na stronę Go-Kameyama; południowa armia cierpi na brak żołnierzy[3]
- 1382 -- Go-Komatsu wstępuje na tron dworu północnego; odrodzenie południowej armii[3]
- 1383 -- Go-Kameyama wstępuje na tron dworu południowego[3]
- 1385 -- Południowa armia pokonana pod Koga[3]
- 1387-89 -- Niezgoda w rodzinie Toki w Mino[3]
- 1389 -- Yoshimitsu pacyfikuje Kiusiu; Yoshimitsu przecistawia się Ujimitsu Ashikaga kanreiowi z Kamakury[3]
- 1390 -- Kusunoki pokonany; Ujikiyo Yamana karze Tokinagę[3]
- 1391 -- Ujikyo Yamana atakuje Kioto -- wojna Meitoku[4]
- 1392 -- Dwory północny i południowy zjednoczone przez cesarza Go-Komatsu[4]
- 1394 -- Yoshimitsu oficjalnie przekazuje swoje stanowisko swojemu synowi[5]. Yoshimochi Ashikaga zostaje siogunem[4].

Działania polityczne po abdykacji
- 1396 -- Wygnanie Sadayo Imagawy[3]
- 1397 -- Stłumione powstanie w Kiusiu[4]
- 1398 -- Zorganizowanie administracji w Muromachi[4]
- 1399 -- Rebelia Yoshihira Ouchi i Mitsukane Ashikaga -- wojna Ōei[4]
- 1402 -- Stłumione powstania w Mutsu[4]
- 1404 -- Yoshimitsu otrzymuje tytuł Nippon Koku-Ō (Król Japonii) od chińskiego cesarza
- 1408 -- Yoshimitsu umiera[4]

## Muromachi
Yoshimitsu zbudował swoją rezydencję w dzielnicy Muromachi w Kioto w 1378. Z tego powodu okres siogunatu Ashikaga nazywany jest Muromachi lub Muromachi-Ashikaga.
Yoshimitsu w 1392 r. rozwiązał problemy dzielące północny dwór z południowym, kiedy nakłonił cesarza Go-Kameyama z południowego dworu, aby oddał cesarskie regalia cesarzowi Go-Komatsu z północnego dworu. Doprowadziło to do zakończenia okresu Nanboku-chō (podziału na dwór północny i południowy), ustabilizowania siogunatu Ashikaga i wzmocnienia jego autorytetu wobec regionalnych daimyō.
W 1394 Yoshimitsu zrezygnował i władzę przejął jego syn jako czwarty siogun. Jednakże, stary siogun do śmierci w 1408 utrzymywał swoje wpływy.
Po śmierci Yoshimitsu, jego rezydencja (blisko Kioto) została przekształcona w świątynię Rokuon-ji. Dziś znana jest z trzypiętrowego pozłacanego pawilonu zwanego "Kinkaku", a cały obiekt nosi nazwę Kinkaku-ji, Świątynia Złotego Pawilonu. Posąg Yoshimitsu znajduje się tam do dziś.

## ErybakufuYoshimitsu
- Ery dworu południowego
  - Shōhei (1346-1370)
  - Kentoku (1370-1372)
  - Bunchū (1372-1375)
  - Tenju (1375-1381)
  - Kōwa (1381-1384)
  - Genchū (1384-1393)

- Ery dworu północnego
  - Ōan (1368-1375)
  - Eiwa (1375-1379)
  - Kōryaku (1379-1381)
  - Eitoku (1381-1384)
  - Shitoku (1384-1387)
  - Kakei (1387-1389)
  - Kōō (1389-1390)
  - Meitoku (1390-1393)‡

- Ery zjednoczonego dworu
  - Meitoku (1393-1394)
  - Ōei (1394-1428)